# Edward Chaytor
Generalmajor Sir Edward Walter Clervaux Chaytor KCMG KCVO CB (født 21. juni 1868, død 15. juni 1939) var fåreavler, officer i Boerkrigen og general for newzealandske tropper i 1. Verdenskrig.

## Tidlige år
Chaytor blev føst i Motueka, New Zealand. Han var søn af John Clervaux Chaytor og hans kone Emma, datter af Edward Fearon. Hans oldefar på faderens side var industrimanden og politikeren Sir William Chaytor, 1st Baronet. Han blev uddannet på Nelson College fra 1880 til 1884, og var herefter fåreavler ved Spring Creek nær Blenheim.

## Militær karriere
I Boerkrigen var Chaytor kaptajn i 3. newzealandske kontingent og oberstløjtnant i 8. newzealandske kontingent. Efter boerkrigen blev Chaytor professionel officer i den newzealandske hær. Under 1. verdenskrig var han i den newzealandske ekspeditionsstyrke ved Gallipoli og i Egypten. I slutningen af 1915 fik han overdraget kommandoen over den newzealandske beredne riffel brigade, som var en del af den egyptiske ekspeditionsstyrke og snart efter blev han forfremmet til brigfadegeneral. I 1916 før Slaget ved Romani rekognoscerede han personligt de osmanniske stillinger fra et fly.
I 1917 overtog Chaytor kommandoen over den beredne australske og newzealandske division og blev forfremmet til generalmajor. Da han tog del i angrebet på  Rafah ignorerede han Chetwode's ordre om tilbagetrækning og erobrede byens vigtigste forsvarsstilling. I 1918 erobrede Chaytors styrke Amman i Jordan og tog tusindvis af fanger.

## Senere år
Chaytor blev udpeget til kommandant for de newzealandske mililtærstyrker i 1919 og i denne rolle førte han tilsyn med en stor reorganisering af reserven. I forbindelse med Prinsen af Wales besøg i Australien og New Zealand blev han udnævnt til Knight Commander of the Royal Victorian Order i 1920. Han tog sin afsked fra militæret i 1924, og blev afløst af generalmajor Charles Melvill. Han boede i London indtil sin død den 15. juni 1939.
Han giftede sig med Louisa Jane Collins, datter af Charles Sweeney Collins, den 17. oktober 1898. Sammen fik de tre børn. Hans datter Katherine giftede sig med Sir Robert Gooch, 11th Baronet.

## Eksterne kilder
- 1914 foto af stab og højtstående officerer i New Zealand and Australian Division i Egypten Arkiveret 8. marts 2012 hos  Wayback Machine
- Lundy, Darryl. "FAQ". The Peerage. Arkiveret fra originalen 1. august 2020. Hentet 22. januar 2016.